# Robert Stephen John Sparks
Robert Stephen John Sparks (né le 15 mai 1949), est professeur de géologie Chaning Wills au département des sciences de la Terre de l'Université de Bristol. Il est volcanologue et est largement reconnu pour son travail dans ce domaine.

## Carrière
Steve Sparks  est diplômé de l'Imperial College, où il obtient d'abord un B.Sc. (1971), puis un doctorat (1974) sous la direction de George PL Walker. Il est ensuite chercheur à l'Université de Lancaster (1976-1978), chercheur postdoctoral de l'OTAN à l'École supérieure d'océanographie de l'Université du Rhode Island, États-Unis (1976-1978), puis chargé de cours au Département des sciences de la Terre de l'Université de Cambridge (1978-1989), où il est également membre du Trinity Hall, Cambridge. Il occupe la chaire de géologie Chaning Wills à l'Université de Bristol en 1989. Steve occupe un certain nombre de postes de visite distingués dans d'autres universités, notamment une période en tant que Sherman Fairchild Distinguished Scholar au California Institute of Technology en 1987, et en tant que Edward Bass Scholar  à l'Université de Yale (2006-2007).
Steve Sparks est influent dans les domaines de la volcanologie et de la pétrologie ignée. Il publie plus de 300 articles, qui sont cités plus de 10 000 fois, et est un chercheur très cité de l'ISI . Il est élu Fellow de la Royal Society en 1988 et Fellow de l'Union américaine de géophysique en 1998.
Steve Sparks est président de la Société géologique de Londres de 1994 à 1996  Président de l'Association internationale de volcanologie et de chimie de l'intérieur de la Terre de 1999 à 2003 et est président élu de la section VGP de l'American Geophysical Union depuis 2009. Steve Sparks est président du groupe d'exercices d'évaluation de la recherche du Royaume-Uni en 2008 pour les sciences de la Terre .
Il est président de l'ACME en 2012.
Sparks est nommé Commandeur de l'Ordre de l'Empire britannique dans les honneurs d'anniversaire de 2010 pour ses services aux sciences de l'environnement et fait chevalier dans les honneurs du Nouvel An 2018 pour ses services à la volcanologie et à la géologie. En 2018, il reçoit la Médaille royale .